# Pachycara garricki
Pachycara garricki är en fiskart som beskrevs av Anderson, 1990. Pachycara garricki ingår i släktet Pachycara och familjen tånglakefiskar. Inga underarter finns listade i Catalogue of Life.